# Hädrichberg
Hädrichberg är ett berg i Antarktis. Norge gör anspråk på området. Toppen på Hädrichberg är 2 710 meter över havet.
Terrängen runt Hädrichberg är varierad. Trakten är glest befolkad. Det finns inga samhällen i närheten. 